# 鄂霍次克海含油气盆地
鄂霍次克海含油气盆地（俄语：Нефтегазоносный бассейн Охотского моря），位于欧亚大陆东部，在鄂霍次克海上。当前其含油气性在萨哈林岛东部及北部沿岸得到确认。该油气盆地于1990年代初被发现。其资源量在以下幅度摇摆：10-50亿吨石油及1-4万亿立方米天然气。该油气盆地西边界为锡霍特山脉及阿尔丹山原，东侧千岛群岛火山带及千岛-勘察加火山带为边界。